# Codec Sorenson
Il codec Sorenson (anche conosciuto come Codec Video Sorenson, Quantizzatore Video Sorenson o SVQ) è un codec video digitale proprietario, inventato dalla società Sorenson Media Inc.
Il codec è usato nel lettore QuickTime di Apple e in Adobe Flash.
Esistono due diversi codec video proprietari conosciuti come codec Sorenson: Sorenson Video e Sorenson Spark.
Il codec video Sorenson appare per la prima volta con il rilascio di QuickTime 3 il 30 marzo 1998.
È disponibile in 2 versioni: l'encoder/decoder edizione base inserito in QuickTime 3 e l'edizione per gli sviluppatori con abilitate caratteristiche di codifica avanzata e con bitrate variabile in 2 passi.
Le specifiche del codec non sono pubbliche e per un lungo periodo di tempo l'unico modo per eseguire il codec Sorenson video era di possedere un lettore QuickTime, o Mplayer per Unix/Linux.